# BU-30
La  BU-30  es la autovía de circunvalación de la ciudad de Burgos.
Parte de su trazado está incluido en la Red Europea de Carreteras y tiene la denominación  E-5   E-80 . 
Esta autovía está diseñada para que los tráficos de paso procedentes de o con destino a Madrid, Valladolid, León, Santander, Logroño o Vitoria no tengan que utilizar el viario urbano de la ciudad de Burgos, contribuyendo de este modo a descongestionar el tráfico interno.
Tiene una longitud total de 37,5 km, convirtiéndose así en la circunvalación de "rango 30" más larga de España.

## Descripción de los tramos
- Primer tramo: la  BU-30  comienza en el denominado  Nudo Landa , punto en el que enlazan múltiples autovías, siendo estas la  A-1 , la  BU-11  (que permite el acceso a Burgos por el sur) y la propia  BU-30  y continúa en dirección oeste hasta el municipio de Villagonzalo Pedernales, donde se sitúa el enlace con la  A-62 , que se inicia en este punto. En este tramo el único acceso intermedio es el que da acceso al núcleo de Villagonzalo Pedernales a través de la carretera provincial  BU-P-1001 .

- Su 2º tramo une la  A-62  con la  A-231  a la altura de Villalbilla de Burgos (comúnmente llamada Ronda Oeste). Este tramo no tiene enlaces intermedios. Para acceder a la  A-231  se debe tomar la  BU-30R , un ramal de 1,8 kilómetros de distancia que conecta la  BU-30  y la  A-231 .

- El 3º tramo (inaugurado en diciembre de 2016) une la  A-231  con la intersección entre la  N-623 , hacia Santander y la  N-627  y la  A-73 , ambas con dirección a Aguilar de Campoo. Dicha intersección está situada en las inmediaciones del barrio de Villatoro. Este tramo cuenta con un enlace con la  BU-622 , que se dirige hacia Quintanadueñas y Aguilar de Campoo y posibilita el acceso al polígono industrial de Villalonquéjar.

- El 4º tramo une la  A-73 , la  N-623  y la  N-627  con la  A-1  en dirección Vitoria (aunque poco después deja de ser autovía para convertirse en la  N-1 ) a la altura del polígono industrial de Gamonal - Villímar. Este tramo está en servicio e incluye el único túnel de todo el recorrido de la  BU-30 . El proyecto inicial de este tramo solo contemplaba una calzada, y una modificación posterior añadió la 2.ª calzada cuando ya habían comenzado las obras. Se optó por la entrada en servicio de la 1.ª calzada en cuanto estuvo concluida, y se la segunda calzada entró en servicio en julio de 2015. Este tramo cuenta con un enlace intermedio con la carretera  BU-V-5021 , que une  Burgos con Poza de la Sal, que permite además el acceso a la Ronda Interior Norte de la ciudad, y a través de ella a la estación de tren de la ciudad, la Estación de Burgos Rosa Manzano.

- El 5º tramo forma parte del anillo de circunvalación de Burgos, pero formalmente no está incluido en el recorrido de la  BU-30 , sino que es parte de la  A-1 . Comienza en un complejo enlace en "Y" en las proximidades de Villímar que conecta la  A-1  con la antigua  N-1 , y finaliza en las proximidades de Castañares en el enlace con la autopista liberalizada  AP-1 . Además de los citados, en este tramo hay dos enlaces intermedios: el que da acceso a la  N-1  y al polígono industrial Gamonal - Villímar y el que conecta con la  N-120 , con dirección a Logroño y la carretera  BU-12 , que permite el acceso al Aeropuerto de Burgos.

- El 6º y último tramo también forma parte del anillo de circunvalación de Burgos, pero formalmente tampoco está incluido en el recorrido de la  BU-30 , sino que es parte de la  A-1 . Comienza en las proximidades de Castañares, en el enlace con la autopista liberalizada  AP-1  y finaliza en el  Nudo Landa , donde se cierra el anillo. Además de los anteriormente citados, en este tramo hay un solo enlace intermedio: el que da acceso a la ciudad de Burgos a través de la  BU-805 , la carretera de penetración de Cortes, que conecta la  BU-30  (denominada  A-1  en este tramo) con el barrio de Cortes y con la  BU-11 , que da acceso a la ciudad de Burgos

## Tramos
| Denominación | Tramo                                                      | Año servicio                                              | Kilómetros |
| ------------ | ---------------------------------------------------------- | --------------------------------------------------------- | ---------- |
| BU-30        | Nudo Landa A-1 - Villagonzalo Pedernales A-62              | Primera calzada: 1984 Segunda calzada: 1990               | 1,8        |
| BU-30        | Villagonzalo Pedernales A-62 - Villalbilla de Burgos A-231 | 2006                                                      | 4          |
| BU-30        | Villalbilla de Burgos A-231 - Quintanadueñas A-73          | 2016                                                      | 9,1        |
| BU-30        | Quintanadueñas A-73 - Villatoro A-73                       | 2015                                                      | 3,5        |
| BU-30        | Villatoro A-73 - Villafría N-1                             | 2015                                                      | 7,1        |
| A-1 BU-30    | Villafría N-1 - Castañares N-120                           | 1988                                                      | 1,9        |
| A-1 BU-30    | Castañares N-120 - Cardeñajimeno AP-1                      | 1984                                                      | 1,7        |
| A-1 BU-30    | Cardeñajimeno AP-1 - Nudo Landa A-1                        | 2 carriles por sentido: 1984 3 carriles por sentido: 2005 | 7,2        |

## Salidas
| Número de salida | Número de salida             | Nombre de salida                                                                                         | Carretera que enlaza             |
| sentido horario  | sentido antihorario          | Nombre de salida                                                                                         | Carretera que enlaza             |
| ---------------- | ---------------------------- | --- | -------------------------------- |
|                  | 1B                           | Burgos centro                                                                                            | BU-11                            |
|                  | 1A                           | Madrid Soria                                                                                             | E-5 A-1 N-234                    |
| 2                | 2                            | Villagonzalo Pedernales                                                                                  | BU-P-1001                        |
| 4                | 5                            | Valladolid - Palencia                                                                                    | E-80 A-62                        |
| 9                | 11                           | Burgos oeste - A-231 León                                                                                | N-120 A-231 BU-600               |
| 18               | 18                           | Quintanadueñas - BU-622 Villalonquéjar                                                                   | BU-622                           |
| 21               | 21A                          | Burgos centro - Quintanilla Vivar - CL-629 Villarcayo - A-73 Santander                                   | N-623 N-627 A-73                 |
|                  | 21B                          | Aguilar de Campoo - A-73 Santander                                                                       | A-73                             |
| 23               | 23                           | Burgos centro - Calle Alcalde Martín Cobos - Villímar - Poza de la Sal - Estación de Burgos Rosa Manzano | BU-V-5021 BU-V-5029              |
|                  | 246B                         | BU-30 N-623 N-627 Santander                                                                              | BU-30                            |
| 24               | 246A                         | Burgos centro - Villafría - Calle de Vitoria - Polígono industrial                                       | N-1                              |
|                  |                              | Polígono industrial                                                                                      | Calle la Bureba                  |
| 245              | 245                          | Burgos - Logroño - Aeropuerto de Burgos                                                                  | N-120 BU-12                      |
| 244              |                              | E-5 A-1 Madrid - E-80 A-62 Valladolid - A-231 León                                                       | E-5 E-80 A-1                     |
|                  | 242                          | A-1 Vitoria - N-120 Logroño - BU-30 Santander                                                            | A-1 BU-30                        |
| 238              | 238                          | Burgos centro                                                                                            | Penetración de Cortes ( BU-805 ) |
| 236              |                              | Burgos centro                                                                                            | BU-11                            |
|                  | E-5 A-1 Madrid - N-234 Soria | E-5 A-1                                                                                                  |                                  |